# Pavao Čupor Moslavački
Pavao Čupor Moslavački (2. pol. 14. st. − bojište kraj Lašve, 1415.) je bio hrvatski plemenitaš iz obitelji Čupora Moslavačkih. Bio je visoki dužnosnik. Obnašao je dužnost slavonskog bana od 1412. do 1415. godine. Otac je kninskog, jurskog i zagrebačkog biskupa Demetrija.
Zarobljen je u bitci kod Lašve 1415. godine u kojoj su ugarsko-hrvatske snage izgubile od vojske pristaša Hrvoja Vukčića Hrvatinića. Daljnja sudbina nije poznata. Pretpostavlja se dvije mogućnosti. Jedna je da je Vukčić Hrvatinić naložio neka ga se pogubi, a druga je da je umro u zarobljeništvu u Osmanskom Carstvu, koje je bilo saveznik Vukčiću Hrvatiniću u toj bitci.